# Mina (Arabia Saudita)
Mina (in arabo منى‎?, Minā) è una località situata 5 km a est della Mecca, città santa islamica.
Si trova lungo la strada che va dal centro della Mecca alla zona pianeggiante di ʿArafat, dove si erge tuttavia una piccola collina di granito, conosciuta come Monte di Arafa, o Jabal al-Raḥma (Monte della Misericordia).
La località di Mina assume una grande importanza nei giorni del hajj, pellegrinaggio annuale alla Mecca, quando vengono installate tendopoli per offrire temporanea ospitalità a 2 milioni di fedeli musulmani.
La leggenda vuole che in questo luogo Adamo si sia riunito con Eva, dopo che entrambi erano stati cacciati per la loro disobbedienza a Dio (ﷲ) dopo 200 anni di separazione.
Nei pressi di Mina si trova il Ponte delle Jamarat (Jisr al-jamarāt), dal quale, nell'ultima notte di pellegrinaggio, i fedeli compiono il rito della "lapidazione del demonio".

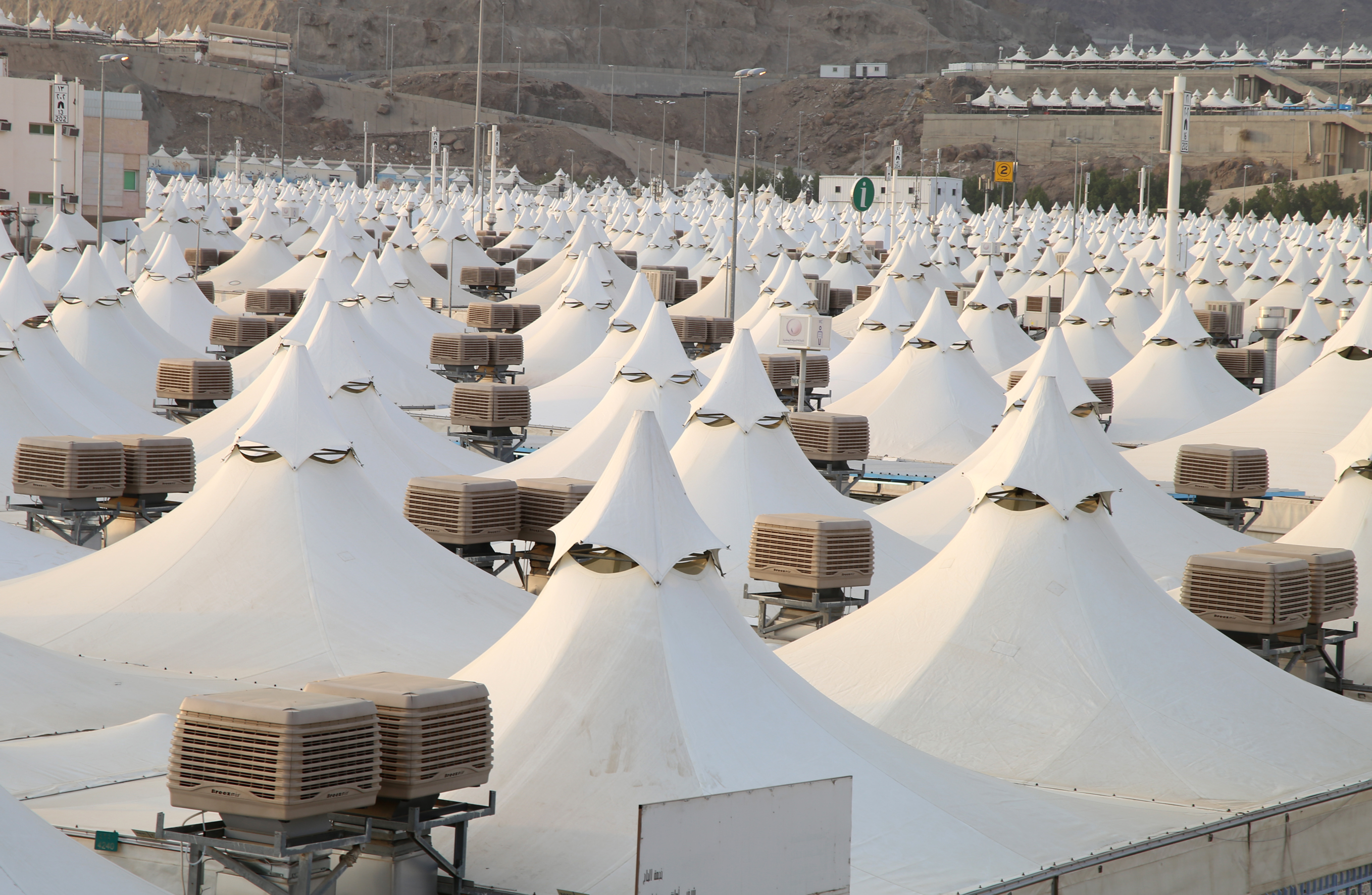
Tende nella città di Mina. Sono dotate di aria condizionata con unità di raffreddamento per evaporazione realizzate in Australia.

## Incidenti
A causa dell'incredibile affollamento di questi luoghi nei giorni in cui si svolge il pellegrinaggio, la località di Mina è stata spesso teatro di tragici incidenti con un altissimo numero di morti e feriti.
Il 24 settembre 2015 in un disastroso incidente di folla sono morte 717 persone e 450 rimaste ferite a seguito della calca dei pellegrini per la festa del sacrificio.